# Аппіньяно
Аппіньяно (італ. Appignano) — муніципалітет в Італії, у регіоні Марке, провінція Мачерата.
Аппіньяно розташоване на відстані близько 180 км на північний схід від Рима, 32 км на південний захід від Анкони, 11 км на північний захід від Мачерати.
Населення — 4241 особа (2014).
Щорічний фестиваль відбувається 24 червня. Покровитель — святий Іван Хреститель.

## Демографія
Населення за роками:

Станом на 1 січня 2023 року в муніципалітеті офіційно проживало 370 іноземців з 34 країн, серед них 103 громадяни країн Євросоюзу та 4 громадяни України.

## Сусідні муніципалітети
- Чинголі
- Філоттрано
- Мачерата
- Монтекассіано
- Монтефано
- Трея